# Hypochaeris angustifolia
Hypochaeris angustifolia là một loài thực vật có hoa trong họ Cúc. Loài này được (Litard. & Maire) Maire mô tả khoa học đầu tiên năm 1926.